# Nephrotheca
Nephrotheca es un género monotípico de plantas fanerógamas perteneciente a la familia de las asteráceas. Su única especie Nephrotheca ilicifolia es originaria de Sudáfrica.

## Taxonomía
Nephrotheca ilicifolia fue descrita por (L.) B.Nord. & Källersjö y publicado en Compositae Newslett. 44: 33 33 2006.
Sinonimia
- Gibbaria ilicifolia (L.) Norl.
- Osteospermum ilicifolium L.